# Kentucky Speedway

Mapa del óvalo de Kentucky.

Kentucky Speedway es un óvalo de carreras de 1,5 millas (2400 metros) de extensión, ubicado cerca de la población de Sparta, estado de Kentucky, Estados Unidos. Fue construido para atraer la máximas categorías estadounidenses de automovilismo de velocidad a los habitantes de las ciudades cercanas de Cincinnati, Louisville y Lexington. Sus curvas tienen un peralte de apenas 14 grados, por lo que es de los óvalos de milla y media más lentos de Estados Unidos. En 2016, la primera curva pasó a tener 17 grados de peralte.
La categoría de monoplazas IndyCar Series visita Kentucky en agosto desde el año 2000 hasta 2011, con la compañía de la Indy Lights a partir de 2002. Las carreras duraron respectivamente 300 y 100 millas (480 y 160 km). Dos de las divisiones nacionales de la NASCAR, la NASCAR Xfinity Series y la NASCAR Truck Series, corren allí una carrera de 300 y 225 millas desde 2001 y 2000 hasta 2010 respectivamente.
El antiguo dueño del óvalo, Jerry Carroll, había intentado infructuosamente durante varios años conseguir una fecha de la NASCAR Cup Series. Eso llevó al empresario a presentar una demanda legal en 2005 contra la International Speedway Corporation, la empresa propietaria de la mayoría de los circuitos de la NASCAR, por no permitir albergar a Kentucky una fecha de la Copa pese a cumplir con los requisitos. La demanda fue rechazada en enero de 2008. Mientras tanto, Kentucky se usó como pista de pruebas por los equipos de esa categoría, ya que las prácticas privadas en los circuitos del calendario estaban restringidas.
En mayo de 2008, el óvalo de Kentucky fue comprado por la otra gran empresa dueña de numerosos circuitos en Estados Unidos, Speedway Motorsports. Esa empresa cambió una de las fechas de la Copa en Atlanta Motor Speedway por una en Kentucky, de una duración de 400 millas (640 km). Así, en 2011 las tres categorías nacionales de la NASCAR visitaron Kentucky en julio, y la NASCAR Truck Series corrió la pista una segunda vez en octubre. En 2012, la Copa NASCAR y la Truck Series corrieron en junio, la Xfinity Series en julio, y la Xfinity Series y Truck Series en septiembre.

## Récords de vuelta
- NASCAR Cup Series: Brad Keselowski, 27 de junio de 2014, 188,791 mph (303,830 km/h)
- IndyCar Series: Sarah Fisher, 10 de agosto de 2002, 221,390 mph (356,293 km/h)

## Ganadores

### IndyCar Series e Indy Lights
| Año  | IndyCar Series    | IndyCar Series     | IndyCar Series | Indy Lights       |
| Año  | Piloto            | Automóvil          | Equipo         | Piloto            |
| ---- | ----------------- | ------------------ | -------------- | ----------------- |
| 2000 | Buddy Lazier      | Dallara Oldsmobile | Hemelgarn      | -                 |
| 2001 | Buddy Lazier      | Dallara Oldsmobile | Hemelgarn      | -                 |
| 2002 | Felipe Giaffone   | G-Force Chevrolet  | Mo Nunn        | A.J. Foyt IV      |
| 2003 | Sam Hornish Jr.   | Dallara Chevrolet  | Panther        | Jeff Simmons      |
| 2004 | Adrián Fernández  | G-Force Honda      | Fernández      | P.J. Chesson      |
| 2005 | Scott Sharp       | Panoz Honda        | Fernández      | Travis Gregg      |
| 2006 | Sam Hornish Jr.   | Dallara Honda      | Penske         | Jay Howard        |
| 2007 | Tony Kanaan       | Dallara Honda      | Andretti Green | Hideki Mutoh      |
| 2008 | Scott Dixon       | Dallara Honda      | Ganassi        | Dillon Battistini |
| 2009 | Ryan Briscoe      | Dallara Honda      | Penske         | Wade Cunningham   |
| 2010 | Hélio Castroneves | Dallara Honda      | Penske         | Pippa Mann        |
| 2011 | Ed Carpenter      | Dallara Honda      | Fisher         | Stefan Wilson     |

### NASCAR
| Año  | Cup Series       | Xfinity Series (junio / julio) | Xfinity Series (septiembre) | Truck Series (julio) | Truck Series (septiembre / octubre) |
| ---- | ---------------- | ------------------------------ | --------------------------- | -------------------- | ----------------------------------- |
| 2000 | -                | -                              | -                           | Greg Biffle          | -                                   |
| 2001 | -                | Kevin Harvick                  | -                           | Scott Riggs          | -                                   |
| 2002 | -                | Todd Bodine                    | -                           | Mike Bliss           | -                                   |
| 2003 | -                | Bobby Hamilton Jr.             | -                           | Carl Edwards         | -                                   |
| 2004 | -                | Kyle Busch                     | -                           | Bobby Hamilton       | -                                   |
| 2005 | -                | Carl Edwards                   | -                           | Dennis Setzer        | -                                   |
| 2006 | -                | David Gilliland                | -                           | Ron Hornaday         | -                                   |
| 2007 | -                | Stephen Leicht                 | -                           | Mike Skinner         | -                                   |
| 2008 | -                | Joey Logano                    | -                           | Johnny Benson        | -                                   |
| 2009 | -                | Joey Logano                    | -                           | Ron Hornaday         | -                                   |
| 2010 | -                | Joey Logano                    | -                           | -                    | Todd Bodine                         |
| 2011 | Kyle Busch       | Brad Keselowski                | -                           | Kyle Busch           | Ron Hornaday Jr.                    |
| 2012 | Brad Keselowski  | Austin Dillon                  | Austin Dillon               | James Buescher       | James Buescher                      |
| 2013 | Matt Kenseth     | Brad Keselowski                | Ryan Blaney                 | Ty Dillon            | -                                   |
| 2014 | Brad Keselowski  | Kevin Harvick                  | Brendan Gaughan             | Kyle Busch           | -                                   |
| 2015 | Kyle Busch       | Brad Keselowski                | Ty Dillon                   | Matt Crafton         | -                                   |
| 2016 | Brad Keselowski  | Kyle Busch                     | Elliott Sadler              | William Byron        | -                                   |
| 2017 | Martin Truex Jr. | Kyle Busch                     | Tyler Reddick               | Christopher Bell     | -                                   |